# Hirotaka Suzuoki
 (juin 2015).
Si vous disposez d'ouvrages ou d'articles de référence ou si vous connaissez des sites web de qualité traitant du thème abordé ici, merci de compléter l'article en donnant les références utiles à sa vérifiabilité et en les liant à la section « Notes et références ».
Hirotaka Suzuoki (鈴置 洋孝, Suzuoki Hirotaka), né le 6 mars 1950  et mort le 6 août 2006 est un seiyū et acteur japonais.
Diplômé de l'Université Keizai de Tokyo, il a doublé de nombreux personnages de manga et de film.
Il est mort d'un cancer en 2006 à l'âge de 56 ans.

## Doublage

### Anime
- 1982 : Macross : Rin Kaifun
- 1985 : Kidô senshi Z Gundam : Bright Noa
- 1987-1989 : Dragon Ball : Ten Shin Han
- 1989 : Ranma ½ : Tatewaki Kuno
- 1989 : Captain Tsubasa : Kojirō Hyūga
- 1989-1996 : Dragon Ball Z : Ten Shin Han
- 1996-1997 : Dragon Ball GT : Wû Xing Lóng
- 1996-2001 : Kenshin le vagabond :  Hajime Saitô
- 1998 : Trigun : Chapel
- 2002-2003 : Saint Seiya : Shiryu
- 2003 : Pokémon Housou : Sakaki

### Cinéma
- 1981 : Mad Max 2 : Le Défi : Mel Gibson
- 1983 : Scarface : Manny Ray
- 1983 : Octopussy : Louis Jourdan
- 1994 : Pulp Fiction : John Travolta
- 1994 : Forrest Gump : Gary Sinise
- 1996 : Mission impossible : Tom Cruise
- 2000 : Mission impossible 2 : Tom Cruise
- 2003 : Bad Boys 2 : Johnny Tapia